# Toms Leimanis
Toms Elvis Leimanis (Ventspils, 7 agosto 1994) è un cestista lettone.

## Palmarès
- Campionato lettone: 1

Ventspils: 2013-14
- Lega Baltica: 1

Ventspils: 2012-13
- Copa Princesa de Asturias: 1

Estudiantes: 2024